# جامعة العربي بن مهيدي-أم البواقي
جامعة العربي بن مهيدي-أم البواقي أو جامعة العربي بن مهيدي بأم البواقي هي جامعة جزائرية تقع في مدينة أم البواقي بولاية أم البواقي. كانت الجامعة قد مرت على عدة مراحل قبل أن يتم تحويلها إلى جامعة بموجب مرسوم تنفيذي في يناير 2009.

## تاريخ الجامعة
أُنشئت الجامعة في عام 1983 كمدرسة عليا للأساتذة، ثم أُنشئ بالموازاة لها المعهد العالي للتعليم للميكانيك في عام 1984. وفي عام 1997 تم تحويل المعهدين إلى مركز جامعي يضم أربعة معهد، تم فيما بعد تسميتها باسم الشهيد العربي بن مهيدي في عام 1999. وارتقى المركز الجامعي ليُصبح جامعة في عام 2009. وفي عام 2013، صدر مرسوم تنفيذي أصبحت من خلاله جامعة العربي بن مهيدي تضم سبعة كليات وثلاثة معاهد متوزعة على خمسة فروع للجامعة، ثلاثة منهم بمدينة أم البواقي وواحدة بمدينة عين البيضاء وأخرى بمدينة عين مليلة.

## كليات ومعاهد الجامعة

### الكليات
- كلية العلوم والعلوم التطبيقية[6]
- كلية العلوم الدقيقة وعلوم الطبيعة والحياة[7]
- كلية الحقوق والعلوم السياسية[8]
- كلية العلوم الاقتصادية والتجارية وعلوم التسيير[9]
- كلية الآداب واللغات[10]
- كلية العلوم الاجتماعية والإنسانية[11]
- كلية علوم الأرض والهندسة المعمارية[12]

### المعاهد
- معهد تسيير التقنيات الحضرية[13]
- معهد علوم وتقنيات النشاطات البدنية والرياضية[14]
- معهد العلوم والتقنيات التطبيقية[15]